# Trebisăuți
Trebisăuți è un comune della Moldavia situato nel distretto di Briceni di 2.063 abitanti al censimento del 2004.